# 대한핸드볼협회
대한핸드볼협회(Korea Handball Federation)는 핸드볼 경기를 통한 국민체력향상 및 우수한 경기인 양성으로 국위선양과 국민체육발전에 기여하기 위하여 2000년 12월 28일 설립된 대한민국 문화체육관광부 소관의 사단법인으로, 대한민국의 핸드볼을 총괄하는 기구이다. 사무실은 서울특별시 송파구 올림픽로 424, SK핸드볼경기장 3층 (방이동)에 있다.

## 연혁
- 1945.10 이병학 초대회장 취임
- 1945.11.26 대한체육회 가입
- 1945.07.27 대한송구협회 창설
- 1957.02 대한핸드볼협회 개칭
- 1960 09 국제핸드볼연맹(IHF)가입
- 1961.10 최초 국제초청경기 일본 체육대학팀(남자) 초청경기
- 1962.08 일본고교선발팀 초청경기
- 1963 11인제에서 7인제로 바뀜
- 1963.06 최초 국제 원정경기 한국대한선발팀  일본원정(6전2승1무3패)
- 1963.11 한국고교선발팀 일본원정(6전5승1패)
- 1974 아시아핸드볼연맹(AHF) 가입
- 2000 (사)대한핸드볼협회로 등록
- 2010 07.17 제17회 세계여자주니어선수권대회  개최

## 주요 사업
- 핸드볼경기에 대한 기본방침의 결정
- 회원단체의 지도감독 및 지원
- 지도자 및 선수의 관리 및 양성
- 핸드볼 경기기술의 연구 및 향상

## 2012년 경기 일정

### 국내
- 1월 : 제15회 아시아 남자 선수권 대회 (1월 26일 ~ 2월 5일)
- 3월 : 2012 전국 중고등학교 핸드볼 선수권 대회 (3월 16일 ~ 3월 22일)
- 4월 : 제9회 동아시아 클럽 선수권 대회 (4월 20일 ~ 4월 22일) , 제67회 전국 종별 핸드볼 선수권 대회 (4월 19일 ~ 4월 26일) , 2012 전국 대학 핸드볼 선수권 대회 (4월 19일 ~ 4월 26일) , 2012 전국 초등학교 핸드볼 선수권 대회 (4월 19일 ~ 4월 26일)
- 5월 : 제41회 전국소년 체육대회 (5월 26일 ~ 5월 29일)
- 6월 : 국가대표 A매치 (6월 1일 ~ 6월 7일) , 2012 핸드볼 코리아컵 (6월 15일 ~ 6월 24일)
- 7월 : 제18회 세계 여자 주니어 선수권 대회 (7월 1일 ~ 7월 15일) , 제13회 아시아 남자 주니어 선수권 대회 (7월 5일 ~ 7월 16일) , 제4회 세계 여자 청소년 선수권 대회 (7월 16일 ~ 7월 26일) , 2012년 런던 올림픽 (7월 27일 ~ 8월 12일) , 제 9회 태백산기 전국 종합 핸드볼 대회 (7월 17일 ~ 7월 25일)
- 8월 : 2012 세계 대학 선수권 대회 (8월 25일 ~ 9월 3일) , 제5회 아시아 남자 청소년 선수권 대회 (8월 26일 ~ 9월 5일) , 2012 추계 전국 대학 핸드볼 선수권 대회 (8월 30일 ~ 9월 6일) , 2012 추계 전국 중고 핸드볼 대회 (8월 30일 ~ 9월 6일)
- 10월 : 제93회 전국체육대회 (10월 11일 ~ 10월 17일)
- 11월 : 2012 꿈나무 핸드볼 대회 (11월 27일 ~ 12월 1일)
- 12월 : 제14회 아시아 여자 선수권 대회 (12월 3일 ~ 12월 13일)

### 핸드볼 코리아 리그
- 2월 : 2월 14일 ~ 2월 21일 , 2월 24일 ~ 2월 27일
- 3월 : 3월 2일 ~ 3월 5일 , 3월 10일 ~ 3월 17일
- 8월 : 8월 22일 ~ 8월 29일
- 9월 : 9월 7일 ~ 9월 14일